# Tear Down These Walls
Tear Down These Walls è il settimo album in studio del cantante Billy Ocean, pubblicato nel 1988.

## Tracce
Side 1
1. Tear Down These Walls – 3:41
2. Gun for Hire – 4:59
3. Stand and Deliver – 5:02
4. The Colour of Love – 4:26
5. Calypso Crazy – 4:55

Side 2
1. Get Outta My Dreams, Get into My Car – 5:37
2. Soon As You're Ready – 4:38
3. Pleasure – 4:55
4. Because of You – 4:53
5. Here's to You – 4:14